# Thyrinteina umbrosa
Thyrinteina umbrosa là một loài bướm đêm trong họ Geometridae.